# Avenbury
Avenbury – wieś w Anglii, w hrabstwie Herefordshire. Leży 20 km na północny wschód od miasta Hereford i 180 km na północny zachód od Londynu.